# Jyllinge

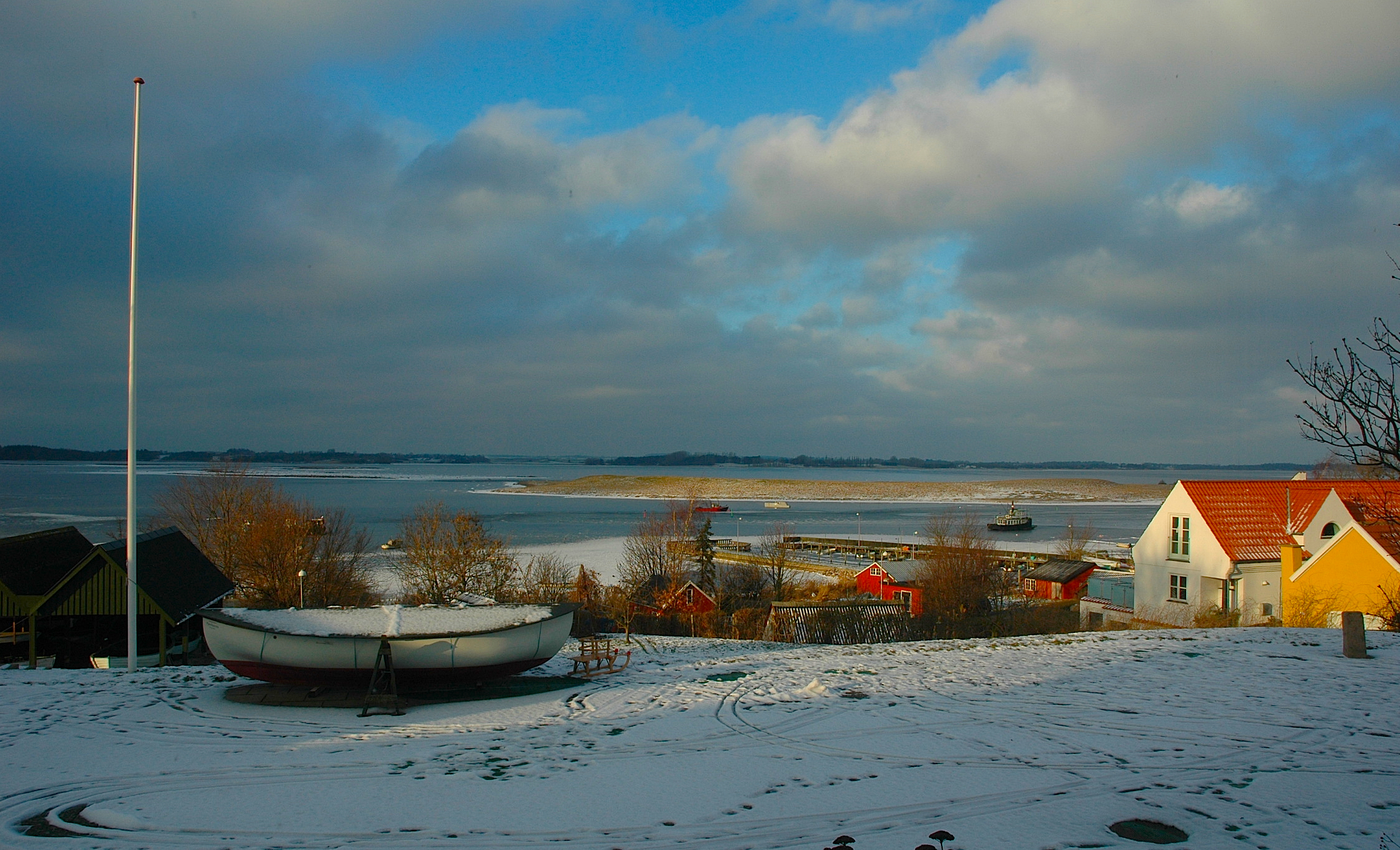
Jyllinge

Jyllinge é uma cidade de aproximadamente 10,000 habitantes no município de Gundsø, no condado de Roskilde, na Dinamarca. Situa-se na margem oriental do fiorde de Roskilde e é cercada por terrenos abertos. Tem vindo a tornar-se um local bastante popular, devido às paisagem circundantes e à sua relativa proximidade à capital, Copenhaga.

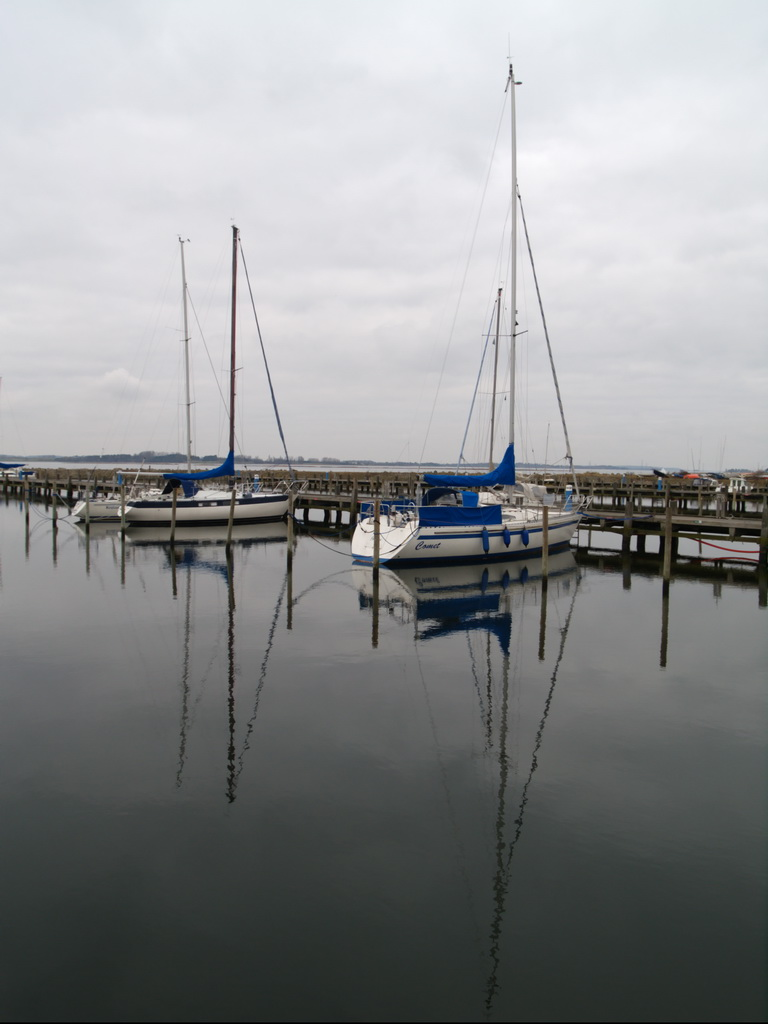
Porto de Jyllinge